# Hr-info
Hr-info est une radio publique d'information allemande, appartenant au groupe Hessischer Rundfunk.

## Histoire
Hr-info succède à la radio d'information économique hr-skyline (de). Après avoir déménagé de la Main Tower à la Funkhaus am Dornbusch (de), toujours dans Francfort-sur-le-Main, Hr-info devient une radio autonome en 2004. Elle commence à émettre le 30 août de cette année.
En juillet 2009, elle fait un changement radical de son programme. Elle donne moins d'importances aux chroniques économiques et sportives, et propose à la place du lundi au vendredi de 6h à 20h par tranche de vingt minutes sur des actualités de beaucoup de sujets, selon les parties de la journée.

## Programme
L'idée de base est de produire un programme uniquement sur la parole, sans musique. Le programme est basé sur d'autres programmes de radios d'information de l'ARD, comme Inforadio ou MDR Info ; par rapport à d'autres radios d'information telles que B5 aktuell, elle met l'accent sur les interviews.
En juillet 2009, il fait l'acquisition des bulletins de l'ARD pour son programme après 20h. La première demi-heure revient sur les actualités du jour tandis que la seconde contient des chroniques sur la littérature, l'environnement, l'emploi et les questions sociales, les voyages et les loisirs, les médias, les mêmes sujets que l'on retrouve le week-end. Entre 22h et 23h, le journal d'une heure de hr2-kultur est diffusé dans son intégralité. De minuit à 6h, hr-info reprend l'ARD-Infonacht produit par MDR Info.

## Diffusion
Hr-info émet d'abord en VHF depuis les émetteurs en ondes moyennes de Hessischer Rundfunk, ce qui limite sa diffusion à des zones urbanisées. En février 2013, certaines fréquences de hr2-kultur sont transférées sans préavis à hr-info et You FM. La radio privée Hit Radio FFH dénonce ces transferts et pense faire appel devant la justice.

## Audience
Le faible nombre de fréquences à ses débuts fait que hr-info avait un nombre d'auditeurs plutôt faible par rapport aux autres radios d'information de l'ARD. En mars 2011, Media-Analyse estime l'audience quotidienne à 171 000 auditeurs ; soit une moyenne par heure de la journée (6h-18h) de 30 000. L'attribution de nouvelles fréquences en février 2013 augmente son auditoire. Media-Analyse souligne une croissance de la moyenne horaire à 35 000 auditeurs en mars 2014 puis à 54 000 en juillet de la même année.

### Source de la traduction
- (de) Cet article est partiellement ou en totalité issu de l’article de Wikipédia en allemand intitulé « hr-info » (voir la liste des auteurs).